# نبرد آفسلایت‌دیک
نبرد آفسلایت‌دیک (انگلیسی: Battle of the Afsluitdijk) از ۱۲ تا ۱۴ مه ۱۹۴۰ تلاش ناموفق نیروهای ورماخت آلمان برای تصرف آفسلایت‌دیک در طول تهاجم به هلند بود.